# Лаодамия
Лаодамия (др.-греч. Λᾱοδάμεια) — персонаж древнегреческой мифологии.
Дочь иолкского царя Акаста и супруга филакского царя Протесилая, образец супружеской верности.
Протесилай тотчас после свадьбы отправился под Трою, где в первом же сражении пал. Узнав об этом, Лаодамия обратилась к богам с мольбой, чтобы они разрешили ему явиться к ней на три часа. Боги разрешили, Гермес вывел его на три часа, они разговаривали, но когда назначенное время прошло, Лаодамия убила себя, чтобы не разлучаться с мужем.
По другому сказанию, она, при известии о смерти Протесилая, сделала восковое его изображение, а когда отец её сжег это изображение, она сама бросилась в огонь. Согласно Гигину, сделала медное изображение мужа и поставила его в спальне. Когда это увидел Акаст, он приказал сложить костер, и она бросилась в него. Либо умерла в объятиях тени мужа. Псевдо-Аполлодор соединяет версии: после смерти мужа Лаодамия изготовила статую Протесилая и общалась с ней. Боги пожалели её, и Гермес вывел Протесилая из Аида. Когда его отвели обратно, она покончила с собой.
Еврипидовская (утраченная) трагедия «Протесилай» была построена на этом мифе. Овидий сочинил письмо Лаодамии Протесилаю (Героиды XIII).
Лирическая трагедия «Лаодамия» (1906) принадлежит Иннокентию Анненскому.
В честь Лаодамии назван астероид (1011) Лаодамия, открытый в 1924 году.